# Tero Pitkämäki
Tero Kristian Pitkämäki (ur. 19 grudnia 1982 w Ilmajoki) – fiński lekkoatleta specjalizujący się w rzucie oszczepem.
Czterokrotny uczestnik igrzysk olimpijskich – w 2004 zajął ósme miejsce, w 2008 zdobył brązowy medal, w 2012 był piąty, a w 2016 nie przebrnął eliminacji. Złoty, srebrny i brązowy medalista mistrzostw świata, trzykrotnie stawał na podium czempionatu Starego Kontynentu. W 2005 oraz 2007 zwyciężał w zawodach światowego finału lekkoatletycznego. Trzynastokrotny medalista mistrzostw Finlandii (8 medali złotych – 2004, 2005, 2006, 2007, 2010, 2013, 2016, 2017, 3 srebrne – 2003, 2008, 2015 i 2 brązowe – 2009, 2012) oraz reprezentant kraju w meczach międzypaństwowych, pucharze Europy i drużynowym czempionacie Europy. Triumfator Diamentowej Ligi w 2015 roku. W 2006 ukończył studia i uzyskał tytuł inżyniera elektryka. Zwycięzca plebiscytu European Athlete of the Year Trophy w roku 2007 – oszczepnik był pierwszym fińskim lekkoatletą, który triumfował w tym konkursie. Za swojego największego sportowego rywala uważa Norwega Andreasa Thorkildsena, który jest jego przyjacielem.
Rekord życiowy: 91,53 (26 czerwca 2005, Kuortane) – rezultat ten jest jedenastym wynikiem w historii światowej lekkoatletyki.

## Kariera

### Początki
O karierze lekkoatletycznej marzył od dzieciństwa. Sport zaczął uprawiać jako dziecko, a pierwszy raz wystartował jako 12-latek – w 1994 używając oszczepu o wadze 400 gramów zajął pierwsze miejsce w konkursie w Ilmajoki. Na początku roku 2000 zdobył srebrny medal w halowych mistrzostwach Finlandii juniorów, a pod koniec roku debiutując w dużej międzynarodowej imprezie odpadł w eliminacjach mistrzostw świata juniorów w Santiago. W kolejnym sezonie był piąty na juniorskim czempionacie Starego Kontynentu. Pierwszy sukces na arenie międzynarodowej odniósł w roku 2003 zdobywając w Bydgoszczy brąz mistrzostw Europy młodzieżowców, przegrywając Rosjaninem Aleksandrem Iwanowem oraz Igorem Janikiem, który podczas tych zawodów wynikiem 82,54 ustanowił (nieaktualny już) rekord Polski w kategorii młodzieżowców.

### 2004
Od początku sezonu 2004 oszczepnik startował tylko w Finlandii – wyjątkiem był mecz młodzieżowców przeciwko Hiszpanii w Barcelonie 9 lipca (zwycięstwo z wynikiem 83,32) oraz mityng w Tallinnie 21 lipca (druga lokata z wynikiem 79,70). 1 sierpnia w miejscowości Vaasa zdobył pierwszy w karierze tytuł mistrza swojego kraju. Tydzień później zajął trzecie miejsce w mityngu Weltklasse Zürich. W eliminacjach, podczas igrzysk olimpijskich, uzyskał trzeci rezultat w grupie B i z wynikiem 82,04 awansował do finału. 28 sierpnia na stadionie olimpijskim w Atenach w drugiej serii uzyskał swój najlepszy wynik – 83,01 – i został ostatecznie sklasyfikowany na ósmej lokacie. W 2004 pobiegł także w biegu maratońskim.

### 2005
W swoim czwartym starcie w roku 2005, podczas mityngu w Kuortane 26 czerwca, pierwszy raz w karierze uzyskał wynik ponad 90 metrów ustawiając rekord życiowy rezultatem 91,53. 17 lipca zdobył drugi złoty medal mistrzostw Finlandii, a w ostatnim starcie przed mistrzostwami świata wygrał z wynikiem 90,54 (podczas zawodów w Oslo). Fin, który jako jedyny oszczepnik obok Rosjanina Siergieja Makarowa w sezonie przekroczył granicę 90 metrów, był faworytem czempionatu rozgrywanego w Helsinkach. W eliminacjach, które odbyły się 9 sierpnia, z wynikiem 82,21 zajął drugie miejsce za Makarowem. W rundzie finałowej w pierwszej serii Fin uzyskał wynik 75,44, a swój najlepszy rezultat osiągnął w czwartej próbie uzyskując 81,27. Będący faworytem zawodów oszczepnik zajął ostatecznie czwarte miejsce. Złoto mistrzostw przypadło Estończykowi Andrusowi Värnikowi, srebro zdobył Norweg Andreas Thorkildsen, a brąz Rosjanin Siergiej Makarow. Po mistrzostwach Pitkämäki wygrał m.in. zawody w Zurychu (88,71) i Berlinie (89,32), a w ostatnim starcie w sezonie zwyciężył w światowym finale lekkoatletycznym z wynikiem 91,33. W ciągu całego sezonu wygrał 12 z 16 zawodów, w których startował.

### 2006
Sezon rozpoczął od zwycięstwa w Seinäjoki 21 maja osiągając wynik 88,41. Niespełna miesiąc później, 24 czerwca, uzyskał najlepszy rezultat w sezonie posyłając oszczep na odległość 91,11. Tydzień po tym sukcesie zwyciężył w zawodach superligi pucharu Europy – mimo tego zespół Finlandii spadł do I ligi. Przed zaplanowanymi na początek sierpnia mistrzostwami Europy wygrał zawody w Paryżu, był drugi w Rzymie oraz ponownie został mistrzem kraju. Na czempionacie Starego Kontynentu w Göteborgu w eliminacjach zajął czwarte miejsce z wynikiem 83,78. Finał odbywał się 9 sierpnia – Fin po rzucie w pierwszej serii (swoim najlepszym w całym konkursie) na odległość 86,44 objął prowadzenie jednak w drugiej kolejce rezultat 87,37 dał pozycję lidera Norwegowi Andreasowi Thorkildsenowi. Thorkildsen poprawił się w ostatniej próbie rzucając 88,78 i zostając mistrzem Europy – Fin uplasował się na drugim miejscu, a brązowy medal zdobył Jan Železný z Czech, który miał tylko jeden udany rzut (w pierwszej serii na odległość 85,92). Po mistrzostwach oszczepnik wystartował jeszcze pięciokrotnie zwyciężając w Zurychu oraz Helsinkach.

### 2007

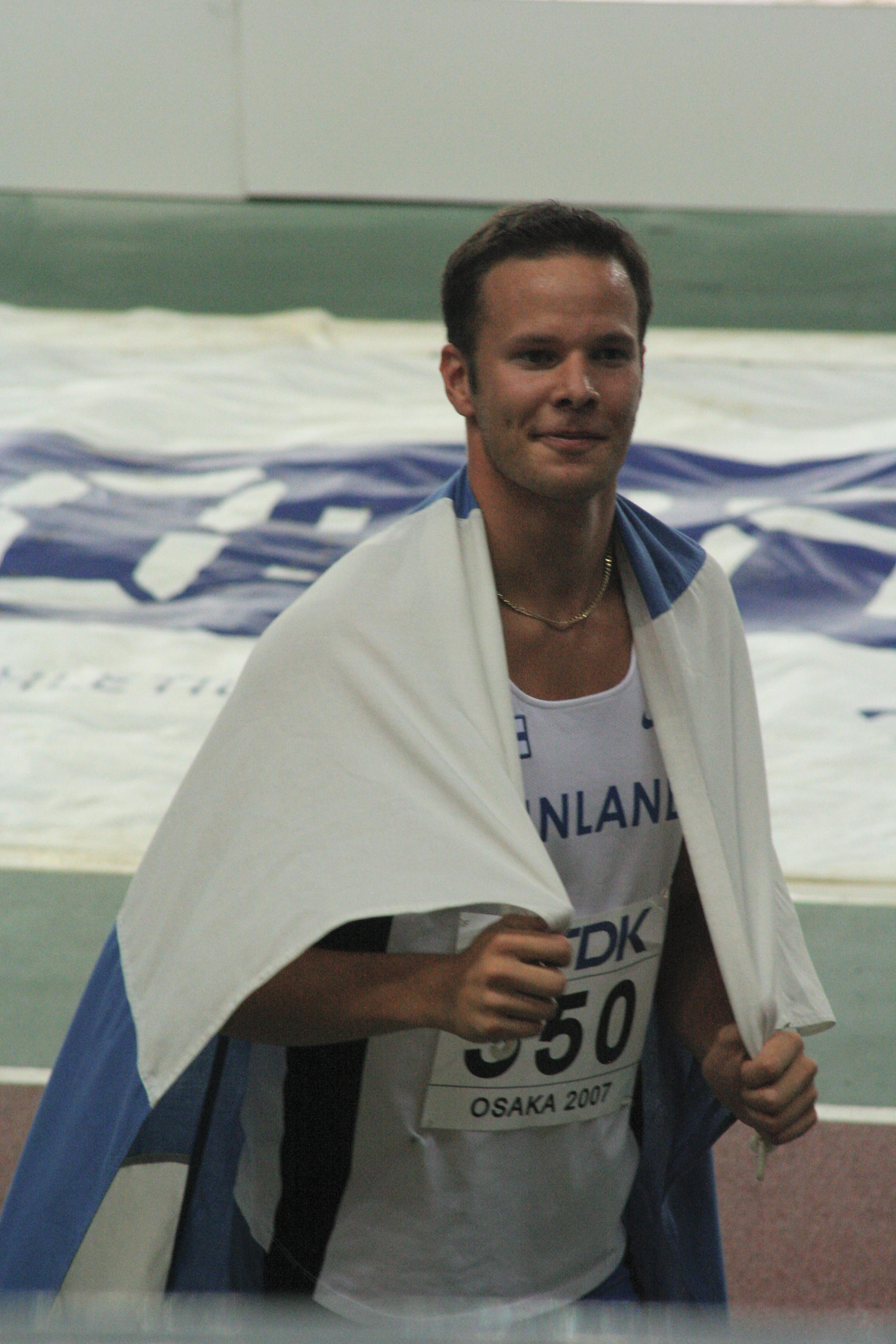
Fin po zwycięstwie w mistrzostwach świata

W swoim starcie w sezonie oszczepnik z wynikiem 87,78 zwyciężył 3 czerwca w Kuortane, a 15 czerwca poprawił się o równy metr wygrywając mityng Bislett Games w Oslo z rezultatem 88,78. 13 lipca w Rzymie podczas mityngu Golden Gala Pitkämäki źle wykonał rzut w wyniku czego oszczep poleciał za bardzo w lewo i trafił francuskiego skoczka w dal Salima Sdiriego. Ostatecznie w mityngu oszczepnik uplasował się na drugim miejscu. W kolejnych dniach Fin nie mógł otrząsnąć się po wypadku jednak już 22 lipca z wynikiem 91,23 (trzecim najlepszym w karierze) wygrał zawody w Lapinlahti. 31 sierpnia w eliminacjach mistrzostw świata na stadionie w Osace uzyskał rezultat 80,62 (dziesiąty wśród startujących) i awansował do finału czempionatu, który zaplanowano na 2 września. W finale na stadionie Nagai po pierwszej serii zajmował czwartą lokatę, a w drugiej próbie po rzucie na odległość 89,16 objął prowadzenie. W ostatniej próbie uzyskał swój najlepszy wynik w zawodach – 90,33 – i wyprzedzając Norwega Andreasa Thorkildsena i Amerykanina Breauxa Greera zdobył tytuł mistrza świata. Złoto Pitkämäkiego było pierwszym medalem z najcenniejszego kruszcu wywalczonym przez Fińskiego oszczepnika od roku 1999 kiedy w światowym czempionacie zwyciężył Aki Parviainen. Na koniec sezonu jako pierwszy Fin oraz drugi oszczepnik w historii wygrał prestiżowy plebiscyt European Athlete of the Year Trophy.

### 2008
Oszczepnik pierwszy raz w sezonie wystąpił na zawodach 25 maja zajmując w Kuortane drugie miejsce z wynikiem 86,89. W dalszej części sezonu startował m.in. w Berlinie (pierwsze miejsce), Oslo (trzecia lokata) oraz Rzymie (zwycięstwo). 27 lipca na mistrzostwach Finlandii zajął drugą pozycję przegrywając z Tero Järvenpää, który wynikiem 86,68 ustanowił rekord życiowy. W ostatnim występie przed igrzyskami w Pekinie wygrał zawody w Lappeenrancie osiągając rezultat 84,30. Eliminacje rzutu oszczepem na igrzyskach olimpijskich odbyły się 21 sierpnia. Fin startował w grupie B i osiągnął wynik 82,61 (minimum kwalifikacyjne to 82,50) awansując z trzecim rezultatem do finału. Dwa dni później, podczas konkursu finałowego, w pierwszej serii uzyskał wynik 83,75 i zajmował trzecią lokatę za prowadzącym od początku Andreasem Thorkildsenem i swoim rodzajem Tero Järvenpää. Dzięki rzutowi w ostatniej kolejce Pitkämäkiego wyprzedził jeszcze Łotysz Ainārs Kovals, który uzyskał swój nowy rekord życiowy wynikiem 86,64. W ostatniej serii Fin posłał oszczep na odległość 86,16, przesunął się na trzecie miejsce i ostatecznie zdobył brązowy medal. Mistrzem olimpijskim został Norweg Thorkildsen, który w przedostatniej serii wynikiem 90,57 ustanowił rekord olimpijski, a srebro przypadło Kovalsowi. Po igrzyskach był drugi w Zurychu oraz podczas meczu przeciwko Szwedom w Helsinkach i wygrał mityng w Brukseli. 14 września, w ostatnim starcie w sezonie, zajął trzecie miejsce podczas światowego finału lekkoatletycznego w Stuttgarcie.

### 2009
Na początku sezonu zajął trzecie miejsce w zawodach w Seinäjoki oraz wygrał mityng ISATF w Berlinie. Tydzień po zawodach w Niemczech wygrał, 21 czerwca, w Bergen rywalizację oszczepników podczas I ligi drużynowych mistrzostw Europy uzyskując wynik 86,78. W dalszej części sezonu tryumfował m.in. w Oslo oraz był drugi na zawodach w Rzymie i Paryżu. W eliminacjach na mistrzostwach świata, 21 sierpnia, Fin nie uzyskał wymaganego minimum (82,00) i do finału awansował z 4. odległością uzyskując w swojej trzeciej próbie wynik 81,65. Dwa dni później borykający się z grypą oszczepnik w finałowym konkursie w pierwszej serii uzyskał swój najlepszy wynik 81,90 (dający mu wówczas drugą lokatę za Kubańczykiem Guillermo Martínezem). W kolejnych próbach nie poprawił się i ostatecznie zajął piąte miejsce, a reprezentacja Finlandii nie zdobyła w Berlinie żadnego medalu. Na koniec sezonu Pitkämäki zwyciężył jeszcze 4 września w Memorial Van Damme 2009 w Brukseli oraz był drugi 13 września w światowym finale lekkoatletycznym w Salonikach.

### 2010
Na początku sezonu startował w Australii zwyciężając 27 lutego w Sydney oraz 4 marca w Melbourne. Najważniejszą imprezą w roku były mistrzostwa Europy, które odbywały się w Hiszpanii – w eliminacjach zawodów na Estadi Olímpic Lluís Companys Fin uzyskał drugi wynik wśród startujących rzucając w swojej drugiej próbie 83,15. W finale, który odbył się 31 lipca, po pierwszej serii na prowadzeniu był Andreas Thorkildsen (86,32), drugie miejsce zajmował Matthias de Zordo (86,22), a Fin był trzeci z wynikiem 81,47. Ostatecznie kolejność ta nie zmieniła się do ostatniej kolejki chociaż Pitkämäki w swoim piątym rzucie poprawił znacząco swój wynik posyłając oszczep na odległość 86,67. Po czempionacie oszczepnik wygrał zawody w Sztokholmie, a 8 sierpnia został mistrzem Finlandii. 28 sierpnia zwyciężył w kolejnej edycji tradycyjnego meczu pomiędzy Szwecją i Finlandią osiągając wynik 84,08. Sezon zakończył zwycięstwem w Kawasaki 19 września.

### 2011
W pierwszym starcie w sezonie zajął trzecie miejsce podczas zawodów Qatar Athletic Super Grand Prix 2011 w Dosze uzyskując wynik 83,91. 15 maja zwyciężył w mityngu w Szanghaju z wynikiem 85,33 – rezultatem tym wyrównał najlepszy w sezonie wynik na świecie, który od 22 kwietnia należał do Rosjanina Siergieja Makarowa. 24 czerwca na mityngu w Kuortane zajął piąte miejsce z wynikiem 77,55 – był to pierwszy konkurs od końca 2004 roku, w którym Fin nie rzucił ponad 80 metrów. Podczas mityngu w Lozannie, 30 czerwca, ponownie nie osiągnął 80 metrów zajmując z wynikiem 78,35 szóstą lokatę. Na mistrzostwach świata odpadł w eliminacjach. Po tej imprezie do grona trenerów Fina dołączył aktualny rekordzista świata Jan Železný.

### 2012
W pierwszym starcie w olimpijskim sezonie 2012 Fin zajął z wynikiem 77,99 piąte miejsce podczas deszczowego mityngu Shanghai Golden Grand Prix 2012 w Szanghaju. Na zawodach Bislett Games 2012 w Oslo zajął odległą pozycję z wynikiem 73,57. Udanie wystąpił na mityngu oszczepników w Pihtipudas, gdzie 17 czerwca rzucił 83,87. Podczas mistrzostw Europy w Helsinkach mimo wsparcia licznie zgromadzonych kibiców zajął ostatecznie 11. miejsce z rezyltatem 74,89. Po zawodach w stolicy Finlandii na mityngu w Kuortane, 22 lipca, osiągnął najlepszy wynik w sezonie rzucając 84,90. Na igrzyskach olimpijskich w Londynie zajął trzecie miejsce w eliminacjach (z wynikiem 83,01), a w finale uplasował się na piątym miejscu.

### 2013-2017
Podczas Mistrzostw świata rozegranych w 2013 roku w Moskwie Fin wywalczył srebrny krążek ulegając zwycięzcy jedynie o 10 cm. Na rozegranych rok później Mistrzostwach Europy w Zurychu Tero Pitkämäki zdobył medal brązowy. W 2015 roku reprezentant Finlandii odniósł zwycięstwo w zawodach Superligi Drużynowych Mistrzostw Europy w Czeboksarach jednak nie uchroniło to spadku jego kraju do I ligi. Kilka miesięcy później na Mistrzostwach świata w Pekinie Pitkämäki wywalczył trzecią pozycję ulegając jedynie dwóm reprezentantom spoza Europy. W tymże roku również zawodnik po raz pierwszy w karierze triumfował w klasyfikacji generalnej Diamentowej Ligi. Zupełnym niepowodzeniem zakończyły się dla Fina kolejne Mistrzostwach Europy rozegrane w 2016 roku w Amsterdamie. Wynik 80,52 m osiągnięty w eliminacjach nie pozwolił dostać się do zawodów finałowych. Podobnie kiepski występ Fin zanotował podczas igrzysk olimpijskich w Rio de Janeiro, gdzie wynik 79,56 m pozwolił jedynie na zajęcie 21 miejsca w eliminacjach.
Podczas Mistrzostw Finlandii w 2017 roku osiągnął wynik 82,80 m, co pozwoliło na zdobycie ósmego tytułu. Na Mistrzostwach świata w Londynie został sklasyfikowany na piątym miejscu z rezultatem 86,94 m.

## Osiągnięcia

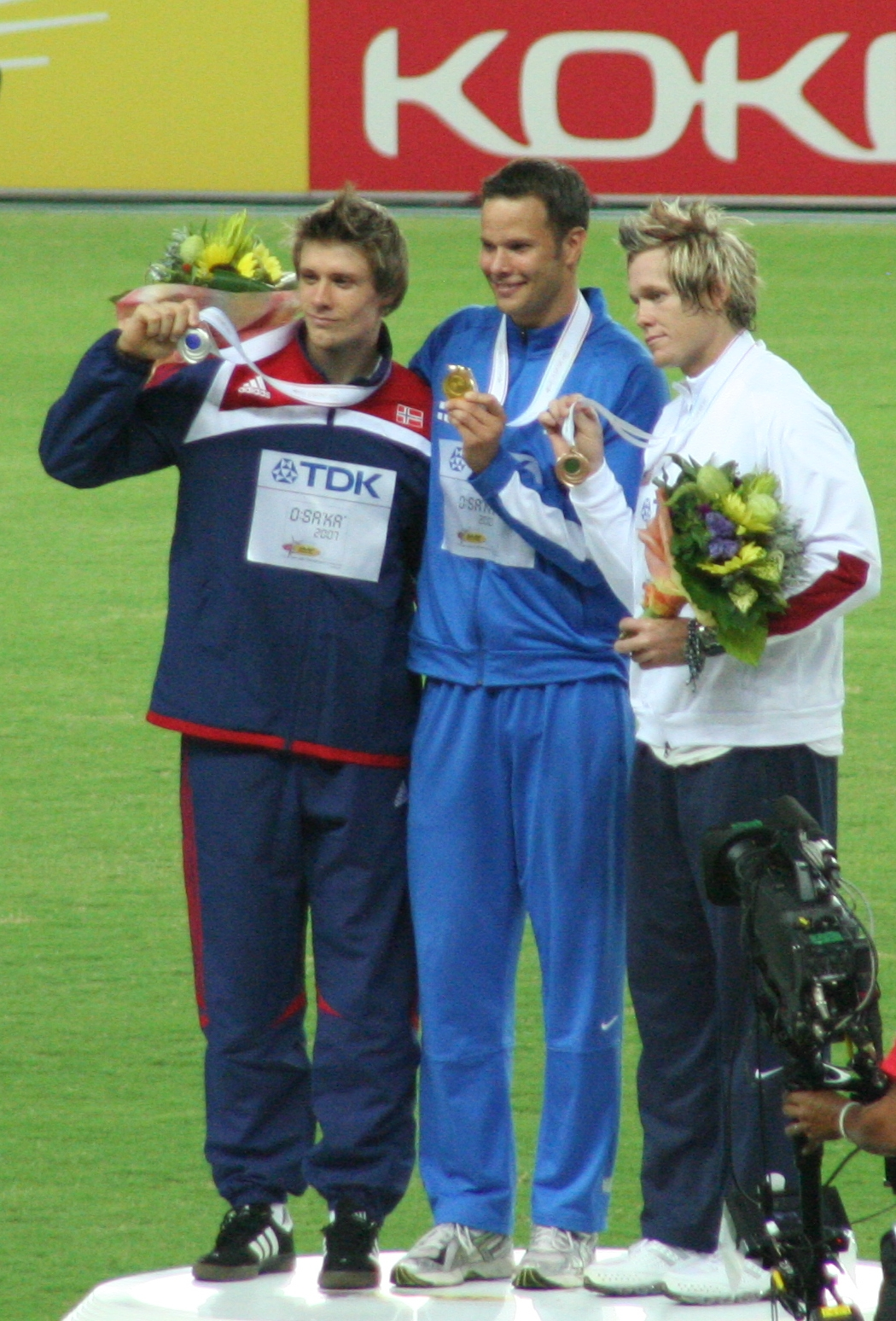
Tero Pitkämäki oraz Andreas Thorkildsen (z lewej) i Breaux Greer (z prawej) na podium mistrzostw świata w Osace (2007)

| Rok  | Impreza                                 | Miejsce        | Pozycja           | Wynik | Źródła |
| ---- | --------------------------------------- | -------------- | ----------------- | ----- | ------ |
| 2000 | Mistrzostwa świata juniorów             | Santiago       | el. – 16. miejsce | 66,59 | [ 16 ] |
| 2001 | Mistrzostwa Europy juniorów             | Grosseto       | 5. miejsce        | 73,33 | [ 17 ] |
| 2003 | Młodzieżowe mistrzostwa Europy          | Bydgoszcz      | 3. miejsce        | 78,84 | [ 18 ] |
| 2004 | Igrzyska olimpijskie                    | Ateny          | 8. miejsce        | 83,01 | [ 1 ]  |
| 2004 | Światowy finał lekkoatletyczny IAAF     | Monako         | 5. miejsce        | 78,50 | [ 15 ] |
| 2005 | I liga pucharu Europy                   | Gävle          | 1. miejsce        | 85,90 | [ 9 ]  |
| 2005 | Mistrzostwa świata                      | Helsinki       | 4. miejsce        | 81,27 | [ 24 ] |
| 2005 | Światowy finał lekkoatletyczny IAAF     | Monako         | 1. miejsce        | 91,33 | [ 26 ] |
| 2006 | Superliga pucharu Europy                | Malaga         | 1. miejsce        | 85,30 | [ 27 ] |
| 2006 | Mistrzostwa Europy                      | Göteborg       | 2. miejsce        | 86,44 | [ 7 ]  |
| 2006 | Światowy finał lekkoatletyczny IAAF     | Stuttgart      | 2. miejsce        | 88,25 | [ 15 ] |
| 2007 | I liga pucharu Europy                   | Vaasa          | 1. miejsce        | 85,56 | [ 9 ]  |
| 2007 | Mistrzostwa świata                      | Osaka          | 1. miejsce        | 90,33 | [ 5 ]  |
| 2007 | Światowy finał lekkoatletyczny IAAF     | Stuttgart      | 1. miejsce        | 88,19 | [ 15 ] |
| 2008 | Igrzyska olimpijskie                    | Pekin          | 3. miejsce        | 86,16 | [ 2 ]  |
| 2008 | Światowy finał lekkoatletyczny IAAF     | Stuttgart      | 3. miejsce        | 81,64 | [ 37 ] |
| 2009 | I liga drużynowych mistrzostw Europy    | Bergen         | 1. miejsce        | 86,78 | [ 39 ] |
| 2009 | Mistrzostwa świata                      | Berlin         | 5. miejsce        | 81,90 | [ 42 ] |
| 2009 | Światowy finał lekkoatletyczny IAAF     | Saloniki       | 2. miejsce        | 84,09 | [ 44 ] |
| 2010 | Mistrzostwa Europy                      | Barcelona      | 3. miejsce        | 86,67 | [ 8 ]  |
| 2011 | Mistrzostwa świata                      | Daegu          | el. – 17. miejsce | 79,46 | [ 54 ] |
| 2012 | Mistrzostwa Europy                      | Helsinki       | 11. miejsce       | 74,89 | [ 60 ] |
| 2012 | Igrzyska olimpijskie                    | Londyn         | 5. miejsce        | 82,80 | [ 3 ]  |
| 2013 | Mistrzostwa świata                      | Moskwa         | 2. miejsce        | 87,07 | [ 6 ]  |
| 2014 | Mistrzostwa Europy                      | Zurych         | 3. miejsce        | 84,40 |        |
| 2015 | Superliga drużynowych mistrzostw Europy | Czeboksary     | 1. miejsce        | 84,44 |        |
| 2015 | Mistrzostwa świata                      | Pekin          | 3. miejsce        | 87,64 | [ 62 ] |
| 2016 | Mistrzostwa Europy                      | Amsterdam      | el. – 14. miejsce | 80,52 |        |
| 2016 | Igrzyska olimpijskie                    | Rio de Janeiro | el. – 21. miejsce | 79,56 |        |
| 2017 | I liga drużynowych mistrzostw Europy    | Vaasa          | 1. miejsce        | 88,27 |        |
| 2017 | Mistrzostwa świata                      | Londyn         | 5. miejsce        | 86,94 |        |

## Progresja wyników

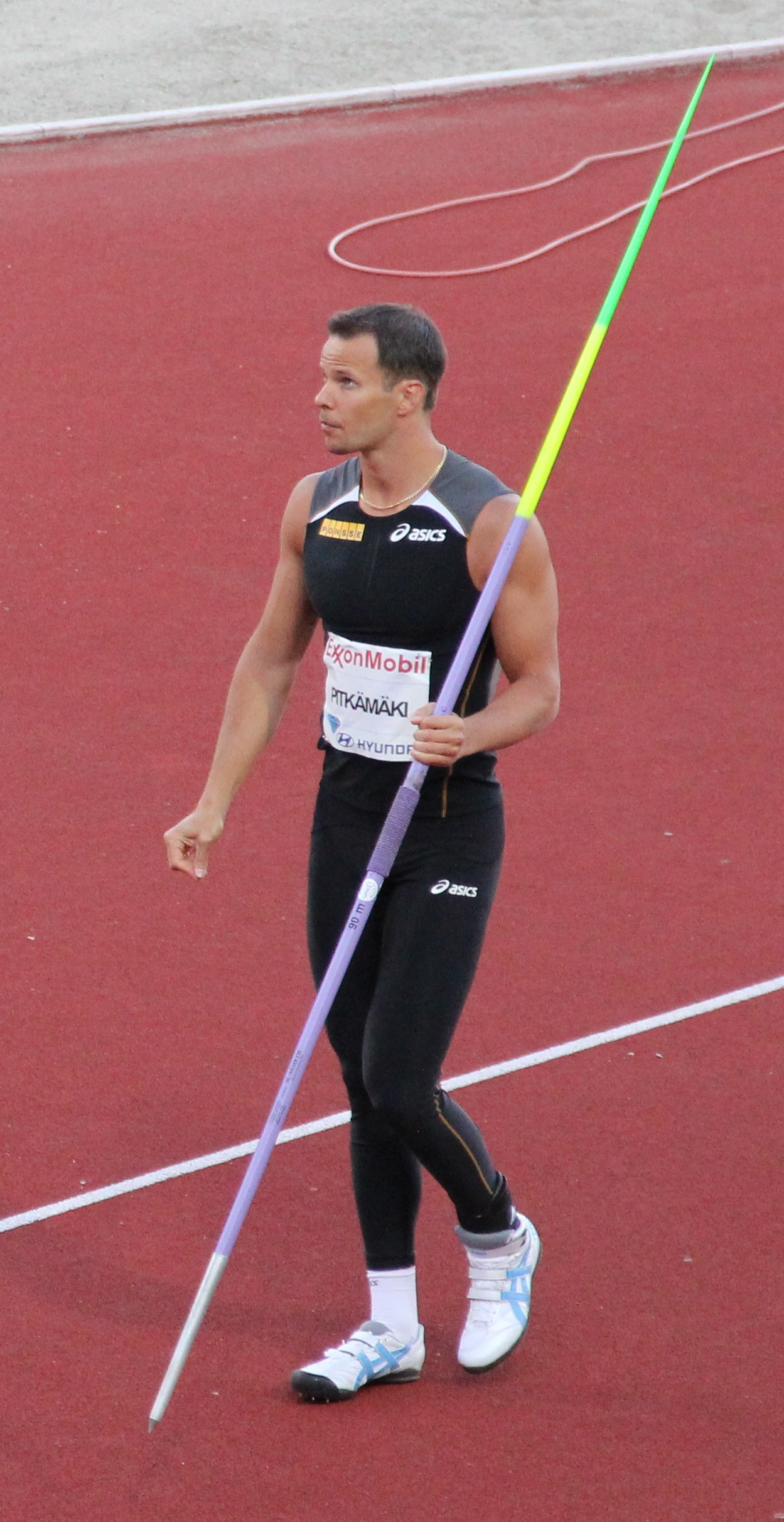
Oszczepnik w 2010

Progresja wyników oszczepnika w poszczególnych latach kariery.
| Rok  | Wynik | Data                | Miejsce      | Uwagi                           |
| ---- | ----- | ------------------- | ------------ | ------------------------------- |
| 1994 | 43,98 | 4 września(dts) br  | Ilmajoki     | oszczep 400 gramowy             |
| 1995 | 47,22 | 29 lipca(dts) br    | Alajärvi     | oszczep 400 gramowy             |
| 1996 | 53,22 | 18 lipca(dts) br    | Ilmajoki     | oszczep 600 gramowy             |
| 1997 | 57,50 | 6 lipca(dts) br     | Kauhajoki    | oszczep 600 gramowy             |
| 1998 | 62,26 | 13 września(dts) br | Ylihärmä     | oszczep 700 gramowy             |
| 1999 | 74,56 | 12 września(dts) br | Ylihärmä     | oszczep 700 gramowy             |
| 2000 | 73,75 | 20 lipca(dts) br    | Pihtipudas   |                                 |
| 2001 | 74,89 | 11 sierpnia(dts) br | Kannus       |                                 |
| 2002 | 77,24 | 24 czerwca(dts) br  | Lapua        |                                 |
| 2003 | 80,45 | 11 sierpnia(dts) br | Helsinki     | mistrzostwa Finlandii           |
| 2004 | 84,64 | 4 lipca(dts) br     | Pihtipudas   |                                 |
| 2005 | 91,53 | 26 czerwca(dts) br  | Kuortane     |                                 |
| 2006 | 91,11 | 24 czerwca(dts) br  | Kuortane     |                                 |
| 2007 | 91,23 | 22 lipca(dts) br    | Lapinlahti   |                                 |
| 2008 | 87,70 | 11 lipca(dts) br    | Rzym         | Golden Gala                     |
| 2009 | 87,79 | 25 lipca(dts) br    | Lapinlahti   |                                 |
| 2010 | 86,92 | 26 czerwca(dts) br  | Kuortane     |                                 |
| 2011 | 85,33 | 15 maja(dts) br     | Szanghaj     | Shanghai Golden Grand Prix 2011 |
| 2012 | 86,98 | 17 sierpnia(dts) br | Sztokholm    | DN Galan 2012                   |
| 2013 | 87,60 | 18 maja(dts) br     | Szanghaj     | Shanghai Golden Grand Prix 2013 |
| 2014 | 86,63 | 5 lipca(dts) br     | Paryż        | Meeting Areva 2014              |
| 2015 | 89,09 | 25 czerwca(dts) br  | Turku        |                                 |
| 2016 | 86,13 | 27 sierpnia(dts) br | Lappeenranta |                                 |
| 2017 | 88,27 | 25 czerwca(dts) br  | Vaasa        |                                 |
| 2018 | 82,64 | 26 maja(dts) br     | Vantaa       |                                 |